# Henri du Plessis-Guénégaud
Pour les articles homonymes, voir Guénégaud.
Henri du Plessis-Guénégaud, marquis de La Garnache et seigneur du Plessis-Belleville, né vers 1609 et mort le 16 mars 1676 à Paris, est un homme politique et lettré français. Il fut secrétaire d'État de la Maison du Roi.
La rue Guénégaud (Paris 6e) porte son nom.

## Origines familiales
Il existait depuis le XIVe siècle une famille noble qui avait pour fief Guénégaud près de Saint-Pourçain en Auvergne et qui portait le nom de cette terre mais il n'existe pas de preuve que le secrétaire d'État en soit issu. En effet les généalogistes font observer que Claude de Guénégaud, son grand-père, avait été pourvu le 4 mai 1600 d'un office de conseiller-secrétaire du roi, moyen utilisé par les roturiers pour accéder à la noblesse.
Henri du Plessis-Guénégaud est le fils de Gabriel de Guénégaud (né près de St-Pourçain, seigneur du Plessis-Belleville par sa femme, Trésorier de l'épargne d'octobre 1626 à février 1638), et de Marie de La Croix de Plancy de Semoine, dame du Plessis-Belleville. En janvier 1655, cette femme est dite issue de la maison de La Croix de Castries, mais cela est discuté : ses parents étaient Catherine de Balhaan dame du Plessis-Belleville, et Claude de La Croix, vicomte de Semoine, issu des barons de Plançay. Gabriel de Guénégaud et Marie de La Croix se marient le 24 novembre 1604.
Ses frères et sœurs firent de beaux mariages :
- Claude conseiller du roi en ses conseils, trésorier de l'épargne prête serment le 13 avril 1643[3], condamné par la chambre de justice de 1665, épouse Catherine Alfonsine Martel en 1637 ;
- François (né à Meudon le 10 septembre 1612[4], mort le 28 janvier 1661[5]) seigneur de Lonsac, sans postérité ;
- Renée, qui épouse Jean de Sève, seigneur de Plottart, conseiller au parlement de Paris reçu le 9 juillet 1621, président en la Cour des Aides reçu le 18 décembre 1636 ;
- Marie (née le 24 novembre 1618[réf. souhaitée], morte en 1644 ; sans doute héritière des biens berrichons puisque les Montmorency-Luxembourg auront Lassay et Azy) qui épouse[6] Claude Le Loup sieur de Bellenave, maréchal des camps des armées du roi : d'où Marie-Louise Loup de Bellenave, x 2° René Gillier de Clérembault < Marie-Gilonne Gillier, x Charles Ier de Montmorency-Luxembourg ; et x 1° Alexandre de Choiseul, comte du Plessis-Praslin < César, deuxième duc de Choiseul ;
- Madeleine, qui épouse le 6 février 1645[7] César Phœbus d'Albret, comte de Miossens, maréchal de France par lettres du 15 février 1653, chevalier des ordres du roi le 31 décembre 1661, gouverneur de Guyenne en 1670[8], à qui Henri du Plessis-Guénégaud cède l'hôtel d'Albret, aux nos 29bis et 31 rue des Francs-Bourgeois ;
- Jeanne (morte le 4 décembre 1689 à 69 ans), Marie de la Croix prieure de l'Hôtel-Dieu de Pontoise[9].

## Carrière
Remarqué par le cardinal de Richelieu lors d'un voyage que la cour fait en Languedoc en 1632, il est pourvu le 1er juin 1632, de l'office de conseiller secrétaire du roi, maison, couronne de France et de ses finances à condition de survivance de son père Gabriel de Guénégaud. Du 6 février 1638 à février 1643, il succède à son père dans les fonctions de trésorier de l’épargne.
Du 20 février 1643 au 16 février 1669, Henri du Plessis-Guénégaud succède à Henri Auguste de Loménie, sieur de Brienne comme secrétaire d'État à la Maison du Roi. Le 23 février 1669, il prête serment entre les mains du roi. De son département dépendent Paris et l'Île-de-France, l'Orléanais et Blaisois/Blésois, les parlements de Paris et de Pau, le clergé. C'est donc tout naturellement qu'il est un des commissaires du roi aux assemblées générales du clergé de 1655, 1660 et 1665.
Fidèle à la régente et au cardinal Mazarin pendant la Fronde, il prend part aux décisions importantes du ministère et à leur exécution. Ce rôle politique attire sur lui la fureur populaire. Dans un placet adressé au roi le 7 février 1667, il rapporte qu'il a failli à trois reprises être écharpé par la foule, que ses meubles ont été pillés et sa famille, assiégée a cru sa dernière heure arrivée. Un de ses familiers, Dubuisson-Aubenay, apporte son témoignage sur cette période difficile dans son Journal des guerres civiles.
Les services rendus à la couronne lui valent de nombreuses récompenses et gratifications. Sa baronnie de La Garnache est érigée en marquisat en décembre 1652 par lettres enregistrée au parlement et en la chambre des comptes les 10 mai et 16 juin 1653. Le 9 décembre 1653, Henri du Plessis-Guénégaud a l'honneur de recevoir pour dîner dans son château de Fresnes Louis XIV qui se rend de La Ferté-sous-Jouarre à Paris. En mai 1656, la baronnie de Plancy est érigée en marquisat en sa faveur et en celle de ses hoirs et ayant droit par lettres enregistrées au parlement le 15 janvier 1657 et la chambre des comptes le 17 mai 1658. Le 24 décembre 1656 Guenégaud devient Garde des Sceaux de l'ordre du Saint-Esprit et le 29 décembre 1661 trésorier de l'épargne du roi. Le 29 juin 1659, le roi s'arrête une deuxième fois à Fresnes.
Plus tard, Louis XIV ne fit pas grand cas des mérites de son ministre. Dans ses Mémoires pour l'instruction du Dauphin, il écrit « les deux autres secrétaires d'État, La Vrillière et Duplessis [Guénégaud], étaient de bonnes gens dont les lumières paraissaient assez proportionnées à l'exercice de leurs charges, dans lesquelles il ne tombait rien de fort important ». Il ne le nomme pas ministre d'État. Les bonnes relations entre Fouquet et Guénégaud l'indisposent. Aussi encourage-t-il les manœuvres de Colbert pour obtenir la charge de secrétaire d'État de la maison du roi. Comme l'intéressé ne souhaite pas quitter le gouvernement, le contrôleur général des Finances fait entamer contre lui un procès en restitution de sommes qui auraient été reçue pendant la surintendance de Fouquet. Guénégaud doit céder. En février 1669, il envoie sa démission au roi. Colbert est immédiatement pourvu de la charge moyennant 600 000 livres tounois payées à Guénégaud. Après sa disgrâce, il vit tantôt à Paris en son hôtel, tantôt à Fresnes.
Le 27 septembre 1672, il fait son testament olographe. Il meurt le 16 mars 1676 et il est enterré à Saint-Paul de Paris. Son épouse teste à son tour le 13 octobre 1676. La dépouille de Guénégaud est ensuite transférée dans un caveau de la chapelle de Saint-Laurent de Plancy. Elle est profanée en 1793, son tombeau en plomb est fondu pour faire des munitions et ses ossements dispersés.

## Fortune

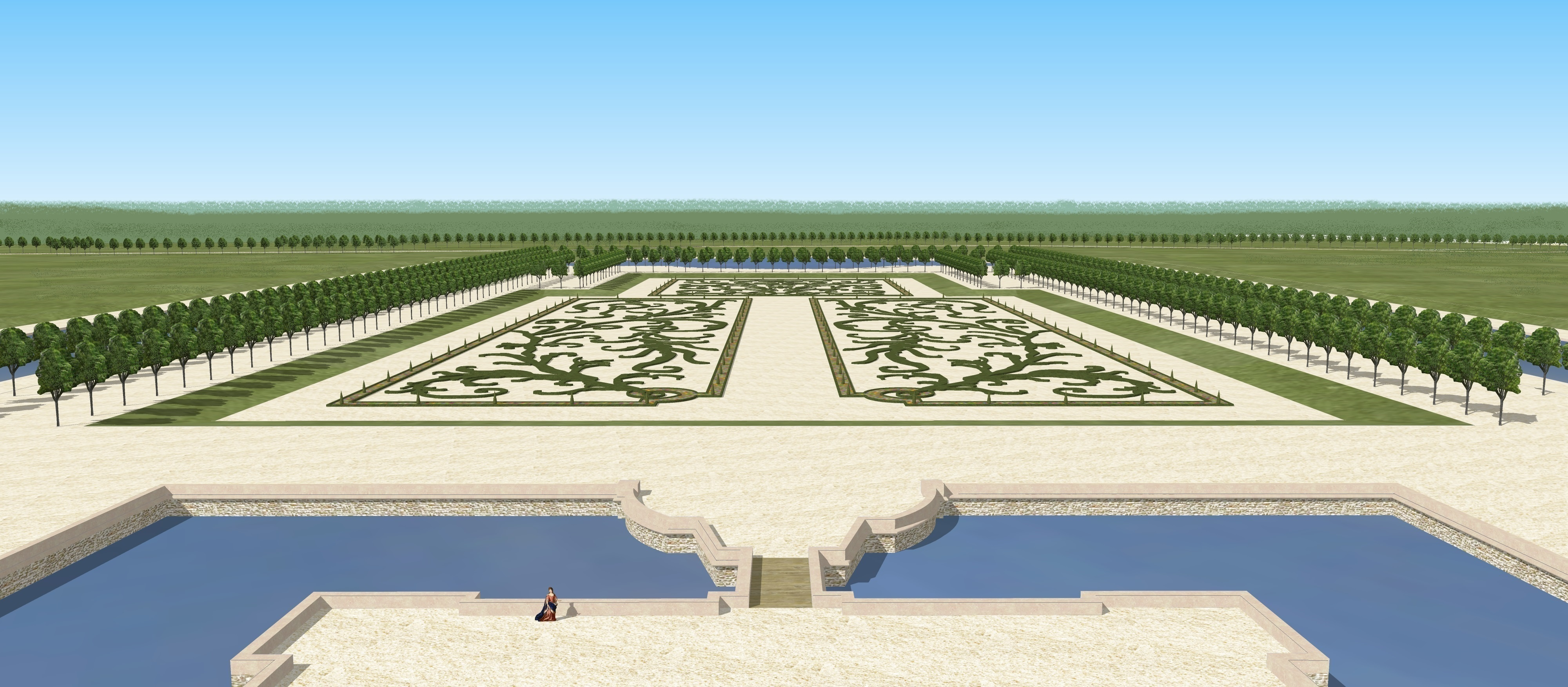
Restitution de la vue sur le parterre du château de Fresnes-sur-Marne depuis la lanterne, milieu du XVIIe

Le 12 janvier 1641, il acquiert pour 289 500 livres la seigneurie de Fresnes-sur-Marne auprès de François Honorat de Beauvilliers. Le 5 août 1644, Marguerite de Rohan, lui vend 15 803 livres la baronnie de La Garnache. Il la revend le 15 avril 1654 à Claude du Chastel. Le 6 septembre 1644 il achète le château de Chemault à Marie Charlotte de Balzac d'Entragues, dame de Bassompierre, « moyennant la somme de 90 000 livres tournois pour les immeubles et 10 000 livres pour meubles meublants et ustensiles dont elle avait gardé d'abord l'usufruit ». Il revend la terre et seigneurie de Chemault, fiefs, domaines et dépendances le 8 janvier 1648 à Hugues Guétaud, conseiller du roi pour 81 000 livres tournois plus 10 000 livres pour les meubles et ustensiles qui s'y trouvent. Le 24 août 1645, il achète 21 arpents et demi à l'abbaye de Saint-Germain pour 60 000 tournois prix principal et une rente annuelle de 2 sols parisis par arpent.
Le 29 janvier 1646, devant Crespin et Lemercier notaires au Châtelet, il signe avec Hierosme de Sannazare, comte, sénateur et conseiller d'État de Montferrat, député plénipotentiaire de Charles II de Mantoue, un contrat de vente pour la somme d'un million de livres « du fonds et propriété de l'Hôtel de Nevers sis à Paris, paroisse Saint-André des Arts entre le Pont Neuf et la Porte de Nesle », sur la rive gauche de la Seine. Là, il fait percer une voie, la rue qui porte son nom et, dans le rectangle irrégulier compris entre cette voie nouvelle, le quai et le collège des Quatre-Nations, il fait construire l'hôtel de Guénégaud.
En 1653, il est seigneur engagiste des terre, seigneurie et châtellenie du comté de Montbrison et du comté de Forez. Dans la succession de son frère François de Guénégaud (en 1661), il obtient un hôtel à Meudon - le futur hôtel Courtin situé en contrebas de l'Orangerie - estimé à 25 000 livres qui s'ajoute à des biens qu'il possède déjà dans cette ville: un moulin et nombre de terres labourables, prairies et bois.
Le 30 avril 1670, devant Me Beauvais, notaire, il cède l'Hôtel Guénégaud à Anne-Marie Martinozzi, nièce de Mazarin, veuve d'Armand de Bourbon, prince de Conti en échange de : 1er) « la terre, fief et seigneurie du Bouchet Valpetit, baronie de Valgrand et fiefs en dépendant réunis sur ledit titre de baronnie de Valgrand... situés es paroisse de Valpetit et Valgrand... Plus le fief, terre et seigneurie de Montaubert situé en la paroisse de Valgrand » ; et 2d) « la maison et Hôtel de Conti [...] sur le quai de la rivière de la Seine ».
À partir de 1669 il fait travailler Hardouin-Mansart à la construction d'un hôtel sur cet emplacement quai Malaquais. La défaveur de Guénégaud freine le chantier, qui est à peine achevé lorsque son fils le vend en 1679 aux enfants du prince de Conti. L'hôtel devient alors le Petit Hôtel de Conti, actuel hôtel de L'Averdy.

## Mariage et descendance
Il épouse par contrat du 22 février 1642 Isabeau de Choiseul (née vers 1610, morte le 9 août 1677), fille du maréchal Charles de Choiseul-Praslin (1563-1626). La dot s'élève à 56 000 livres tournois, et la mariée renonce à tous ses droits au profit de son frère François, marquis de Praslin depuis la mort de leur père. Pour sa part, le jeune homme apporte les 200 000 livres de don en avance d’hoirie de la part de sa mère, Marie de La Croix. De cette union naissent :
- Gabriel (né le 13 octobre 1643, mort le 9 décembre 1668), grièvement blessé à Candie le 24 novembre 1668 d'une grenade[39] où il servait comme volontaire[40]
- Roger (né le 13 septembre 1645[41], mort au château de Fresnes le 7 septembre 1672) mestre de camp du Régiment Royal, Cavalerie
- Claire Bénédicte (née le 12 novembre 1646, morte le 16 décembre 1675), épouse par contrat le 24 mars 1665 Just-Joseph-François d'Ancézune Cadar[42], duc de Caderousse (né le 26 mars 1645, mort à Paris le 27 février 1730) aide de camp du roi Louis XIV, créé duc de Caderousse par le pape Alexandre VII le 18 septembre 1665, reçu dans cette dignité à Avignon le 12 décembre 1665 se remarie le 22 août 1679 à Nogent-le-Roi, avec Marie Renée de Rambures (morte à Courtenay le 24 avril 1710), fille de Charles de Rambures et de Marie Bautru de Nogent
- Henry Guénégaud (né le 17 novembre 1647, mort le 22 mai 1722), marquis de Plancy, chevalier de Malte le 31 octobre 1669[43], enseigne de la compagnie du comte de Marchin en 1673, baron de Cazillac 7 juillet 1673[44], épouse le 11 octobre 1707 Marie-Anne-Françoise de Mérode (morte le 21 janvier 1723), seconde fille de Claude François, baron, puis comte de Mérode, marquis de Treslon, comte de Beaucarmés, baron d'Argenteau et de Diodonnée de Fabert — couple sans enfant[45]
- Élisabeth-Angélique (née vers 1648, morte le 10 janvier 1710 à Paris à l'âge de 63 ans[46]), épouse le 12 janvier 1671 François III, comte de Boufflers (mort le 14 février 1672)
- César Phœbus (né vers 1649, mort en 1668 âgé de 18 ans), vicomte de Sémoine, soutient des thèses grecques et latines au collège royal de Navarre le 10 juillet 1667[47].
- Emmanuel (né vers 1650, mort à Paris le 7 septembre 1652, à l'âge de 17 mois[48]
- Emmanuel (né vers 1652, mort à Paris le 5 avril 1706) chevalier de Malte le 5 mars 1668[réf. souhaitée], capitaine lieutenant des gendarmes de Bourgogne et maréchal de camp, blessé au combat de Senef en 1674, enseigne de la Compagnie des Flandres après son frère le 24 février 1676, sous-lieutenant de la même Compagnie le 19 février 1689, mestre-de-camp de cavalerie par commission du 25 avril 1690, capitaine-lieutenant de la Compagnie des Chevau-légers de Bretagne le 1er novembre 1693, chevalier de Saint-Louis le 3 mars 1700, brigadier de cavalerie par brevet du 29 janvier 1702, grièvement blessé à la bataille de Hochstett en 1704, maréchal de camp par brevet du 26 octobre 1704[49],[50]